# Neottiura bimaculata
Espèce
Synonymes
- Aranea bimaculata Linnaeus, 1767
- Aranea carolina Walckenaer, 1802
- Theridion dorsiger Hahn, 1831
- Theridion reticulatum C. L. Koch, 1845
- Theridion brachiatum Thorell, 1871
- Theridium pellucidum Simon, 1873
- Theridion lepidum Becker, 1896
- Theridion nivalium Saito, 1934

Neottiura bimaculata est une espèce d'araignées aranéomorphes de la famille des Theridiidae.

## Distribution
Cette espèce se rencontre dans la zone Holarctique.

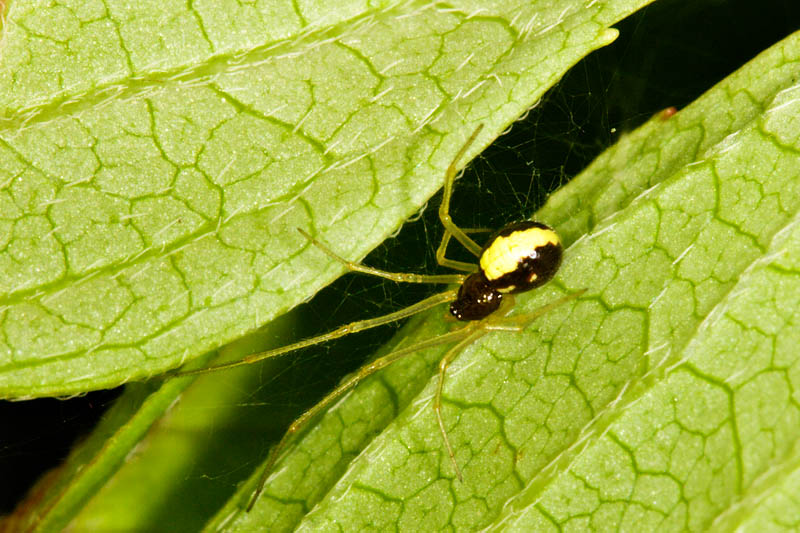
Neottiura bimaculata

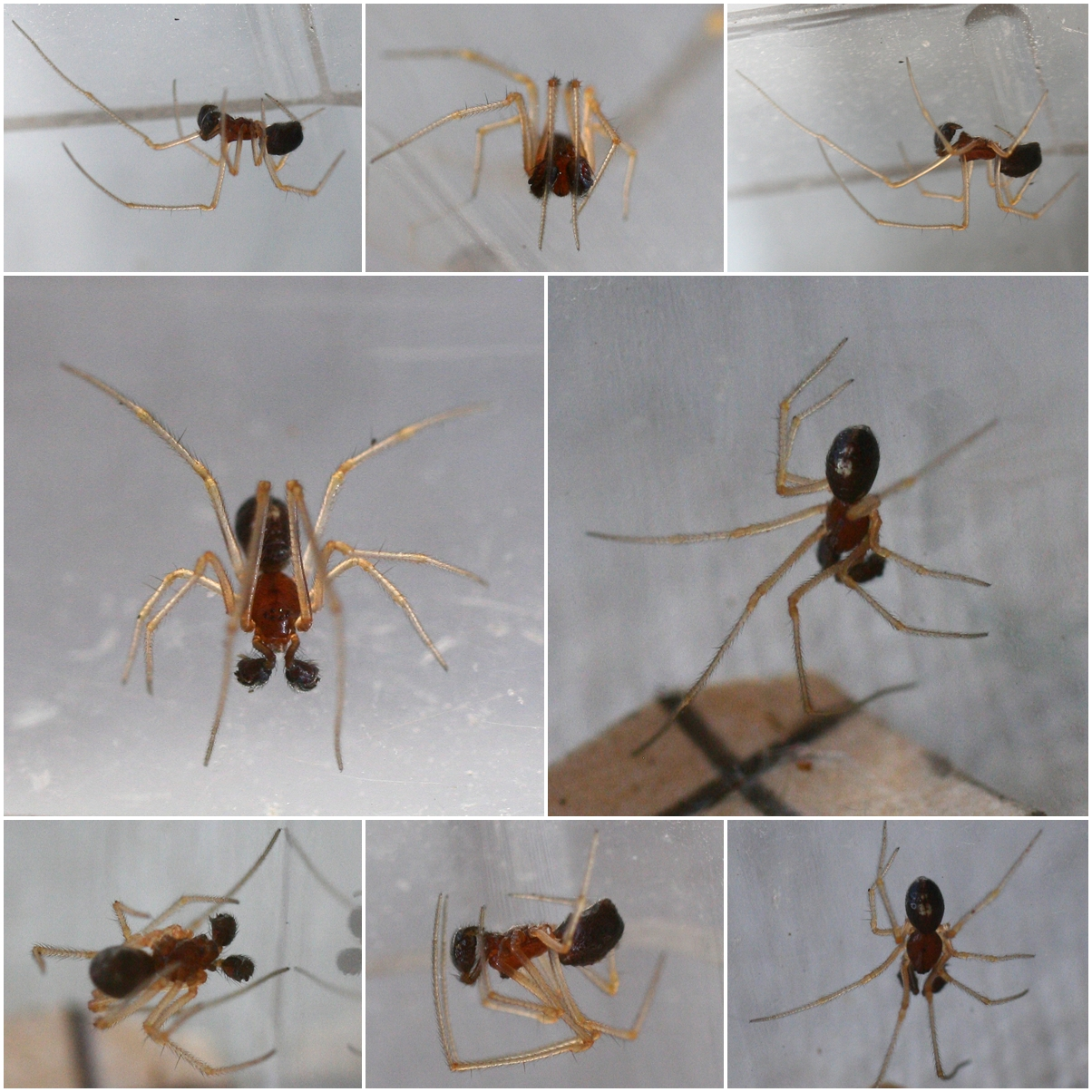
Neottiura bimaculata ♂

## Liste des sous-espèces
Selon World Spider Catalog (version 16.0, 10/05/2015) :
- Neottiura bimaculata bimaculata (Linnaeus, 1767)
- Neottiura bimaculata pellucida (Simon, 1873)

## Publications originales
- Linnaeus, 1767 : Systema naturae per regna tria naturae, secundum classes, ordines, genera, species, cum characteribus differentiis, synonymis, locis. Editio duodecima, reformata. Holmiae.
- Simon, 1873 : Aranéides nouveaux ou peu connus du midi de l'Europe. (2e mémoire). Mémoires de la société royale des sciences de Liège, sér. 2, vol. 5, p. 187-351, réimprimé seul p. 1-174 (texte intégral).